# 溪底寮東興宮
東興宮是位於臺灣臺南市北門區溪底寮的一間廟宇，主祀為吳府千歲，除固定參與慈濟宮的上白礁謁祖與刈香繞境外，每三年一科的遊巡王是庄頭與廟宇的重要宗教科儀活動，尤其是紙糊製成的王船更是深具特色。在學甲慈濟宮的代表選區為屬北門選區，目前位於北門區文山里境內。

## 建廟脈絡
東興宮是溪底寮庄頭的角頭廟，溪底寮開庄史有一段與施琅有關的傳說，起因於康熙22年（1683年）在施琅攻克臺灣之後，清朝廷想做賞賜並讓其管轄一方土地，於是便讓他騎馬三日且所走過的土地歸其管領，彼時施琅在將軍溪底設一寮子做基地，此寮便是之前北門鄉的中樞村，正是這個事件之後溪底寮的地名便由此而來。而到了清乾隆45年（1870年）之後，本地又先後有來自福建泉州一帶的先民開墾，村民的先祖們等由北而南覓地墾荒，最後擇此溪底寮而定居，由於人口的增加也就開始祭祀的行為。
溪底寮雖甚早開始奉祀神祇，然而卻一直沒有正式的場所與宮廟來祭祀，雖早年即有庄民倡議興建廟宇，然直至1968年經庄民吳新枝等人之極力地募捐下方著手興建至1969年竣工，為簡單的公厝形式。到了1974年則向臺南縣政府辦理寺廟登記，1975年農曆11月1日，第一次將原公厝形式改為翹脊式之屋頂建築並修建廟門，1980年至1982年第2次重修再增設石堵以及龍柱，最近一次修建則於2006年為第四次重修。

## 同祀神祇的加入
東興宮的祭祀甚為久遠，早在康熙二十二年（1683年）便由福建省泉州府晉江縣的諸姓先民祖們恭請渡海來到溪底寮並駐駕與此，只是奉祀之初未能建造較為固定的廟宇，而是以跋爐主的方式進行輪祀，此形式的情形在歷經一段不短的時日之後，才再次由吳、楊、賴、洪、陳、黃等姓氏住民，在為求庄民們有一個共同的信仰以便來維持及加強，遂乃由黃姓角頭請自南鯤鯓分靈李府千歲奉祀，其後再雕刻本廟主神吳府千歲，之後復又雕以中壇元帥，其後又自南鯤鯓分靈池府千歲奉祀，嗣後再雕有黑虎大將神尊。
至東興宮廟宇創建之後更是增雕了李、池、吳、中壇元帥以及福德正神等，六神尊並賦予鎮殿金身，旋即迎自六甲赤山巖之香火奉祀，而於民國1999年奉神諭雕刻金身予以奉祀，並在農曆10月1日安座，自此之後，東興宮所奉祀的神祇遂共同保佑本地信眾。

## 迎送遊巡王
東興宮除固定參與慈濟宮的上白礁謁祖與刈香繞境外，每三年一科舉辦的迎送遊巡王更是庄頭與廟宇的重要活動，又稱作巡王祭，分別是在子、卯、午、酉等年舉行，而對照生肖紀年就是逢鼠、兔、馬、雞等年。遊巡王科儀中紙糊製成的王船則是一個極具特色的傳統紙糊工藝，添載供品由乩童用轎木來點也是特色之一。

## 軼事
東興宮的迎送遊巡王宗教活動，獲得文化部評為重要文化資產，也因此活動具有較濃厚的地方色彩，其中有王船本身是由傳統紙糊工藝製作，另外，在王船的添載供品上，並沒有固定的物品，而是由王爺降駕乩身臨場來挑選。
同樣有著悠久祭祀年代的二重港仁安宮，早於1661年，便由福建省泉州府晉江縣的侯氏宗族，因隨著鄭成功的運糧船隊移駐臺灣，同時也恭迎祖居地神明隨隊護行，後於1960年農曆2月，迎請南鯤鯓代天府的吳府千歲前來扶鑾濟世，並擇定廟地坐東向西而建賜廟名為「仁安宮」。兩庄頭雖相互比鄰，近年更規劃成共同的里，但兩廟於古時卻各自行祭祀活動甚少往來，直至2022年，藉由二重港仁安宮舉辦壬寅年週年宮慶，在慶讚下元節儀式及選取新爐主等盛事下，東興宮的管理委員會率陣容龐大的國樂團前來仁安宮獻樂，並進行慶讚仁安宮百週年慶禮敬團拜後，同屬一里的兩間宮廟終於展開締盟結交。
東興宮的主祀神祇雖為吳府千歲，然其歲時的廟慶日卻是農曆元月的天公生，並且，慶祝活動舉辦的日期亦非固定於正月初九日，只是原則上都會在農曆正月的上中旬舉行，而其原因，乃是因為元月初9在天公生的正日聘請戲團演出這天的戲金會比較高，但假如在元宵節之後再來請劇團演出的話，一來較為容易而且戲金也會比較低一些，這是基於考量廟方的經費預算。並且這個習俗也一直延續至今，只是這個習俗在最近幾年已有改變，目前請戲的日期已稍微往前推移，大概會在元月初7到元宵節之間的假日來舉行，同時在活動時也會前往南鯤鯓代天府做進香活動。

## 圖集

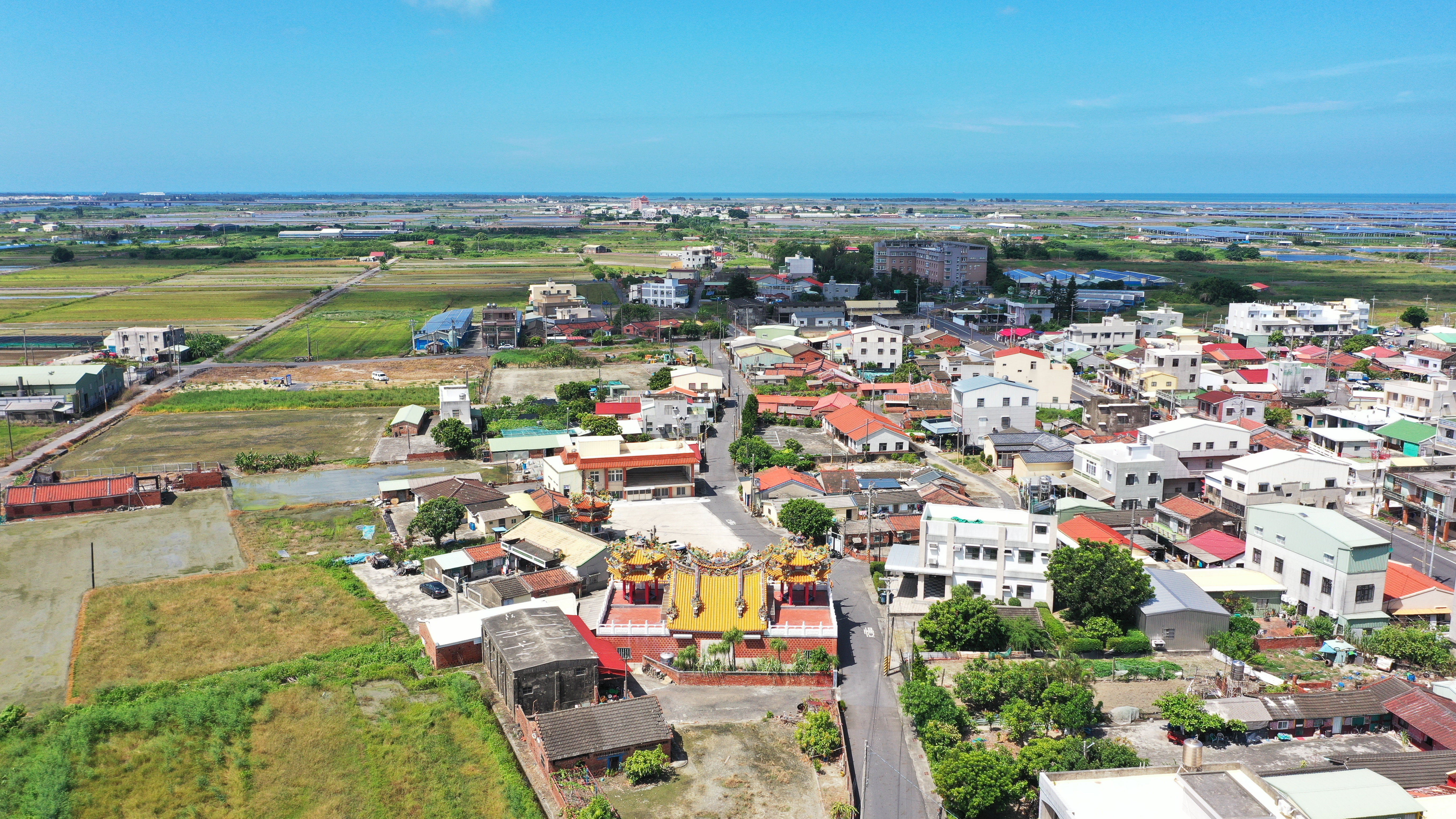
北門溪底寮東興宮-廟後方空照
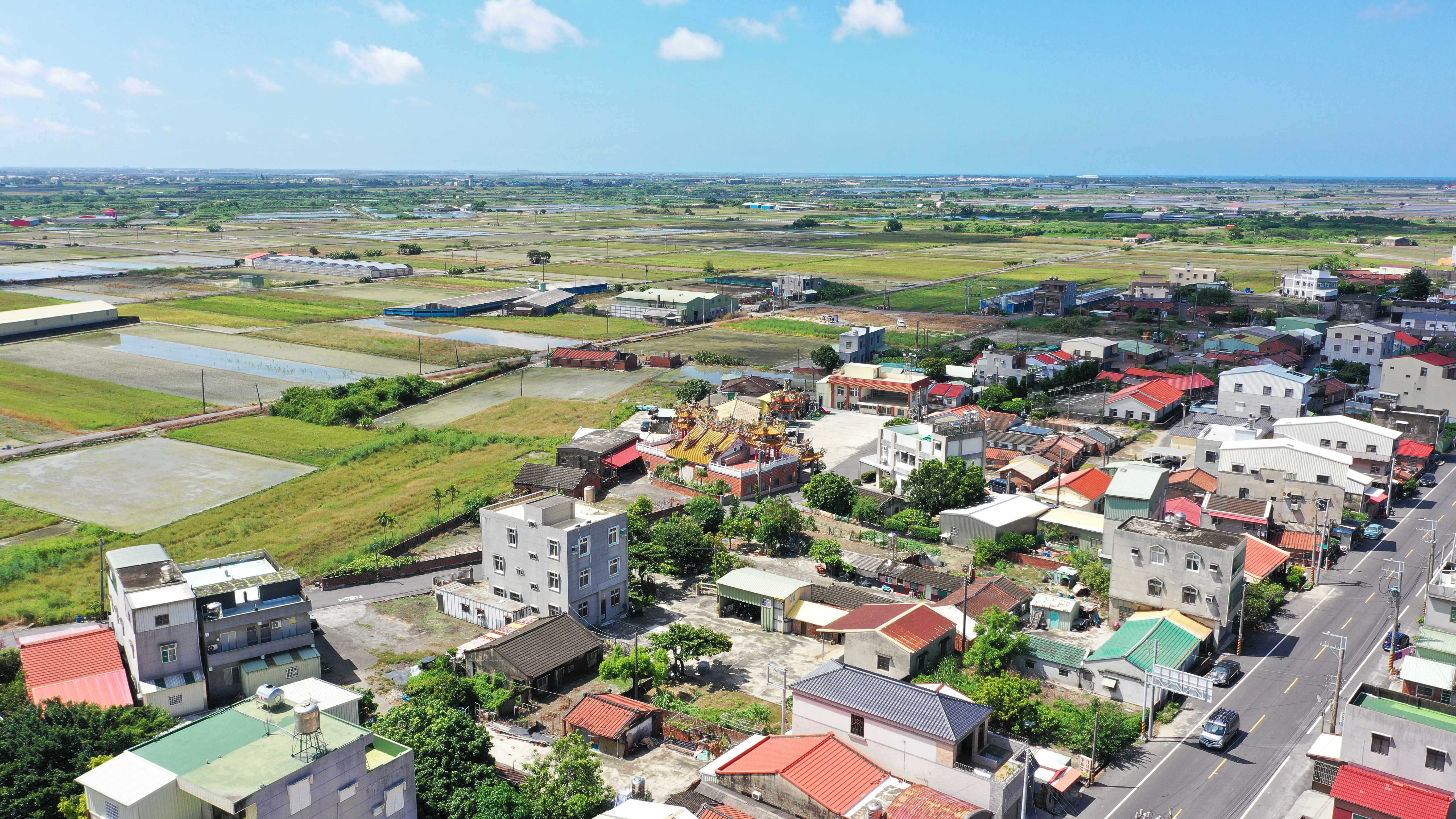
北門溪底寮東興宮-廟宇側方空照
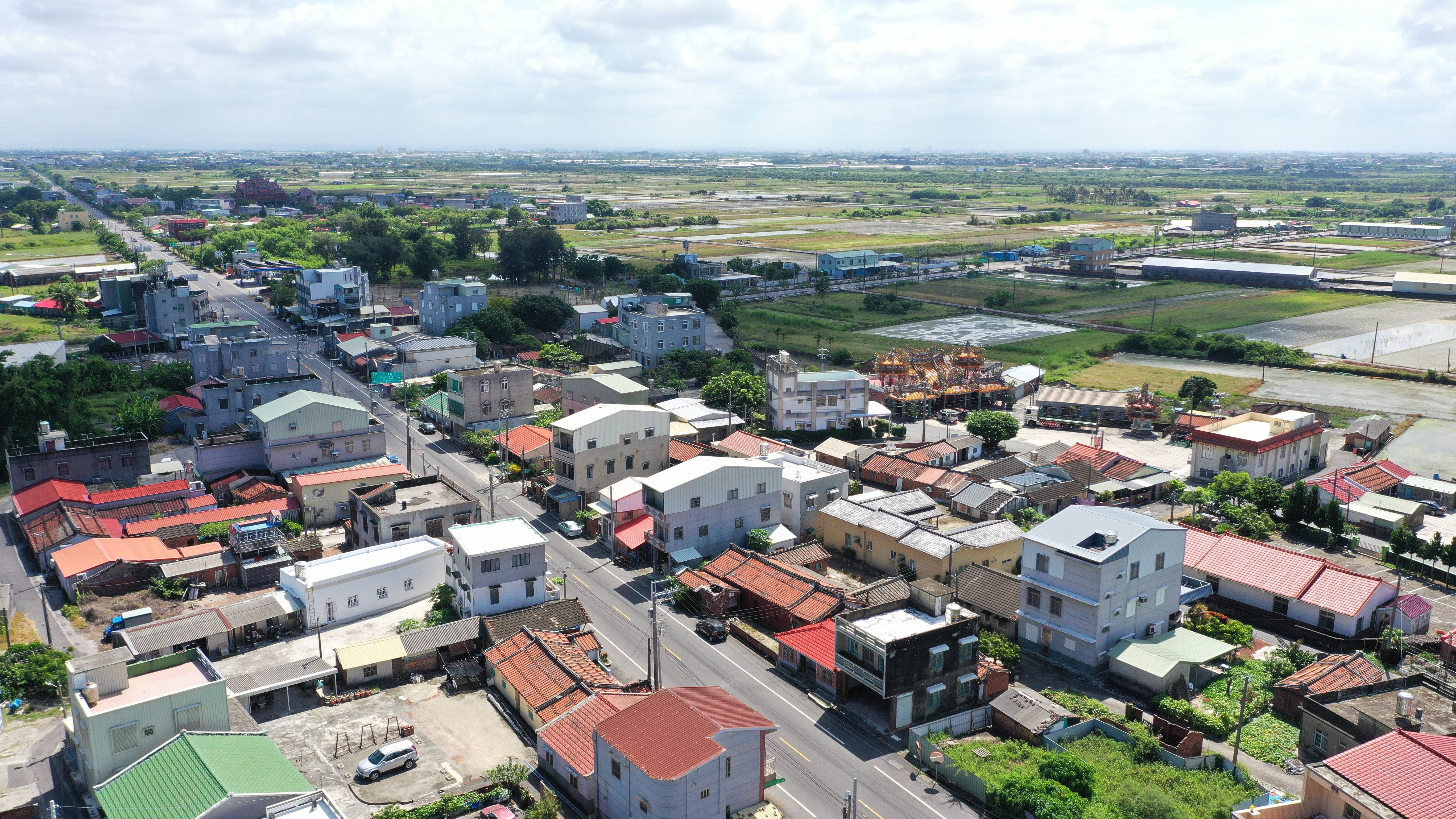
北門溪底寮東興宮-廟宇及聚落空照
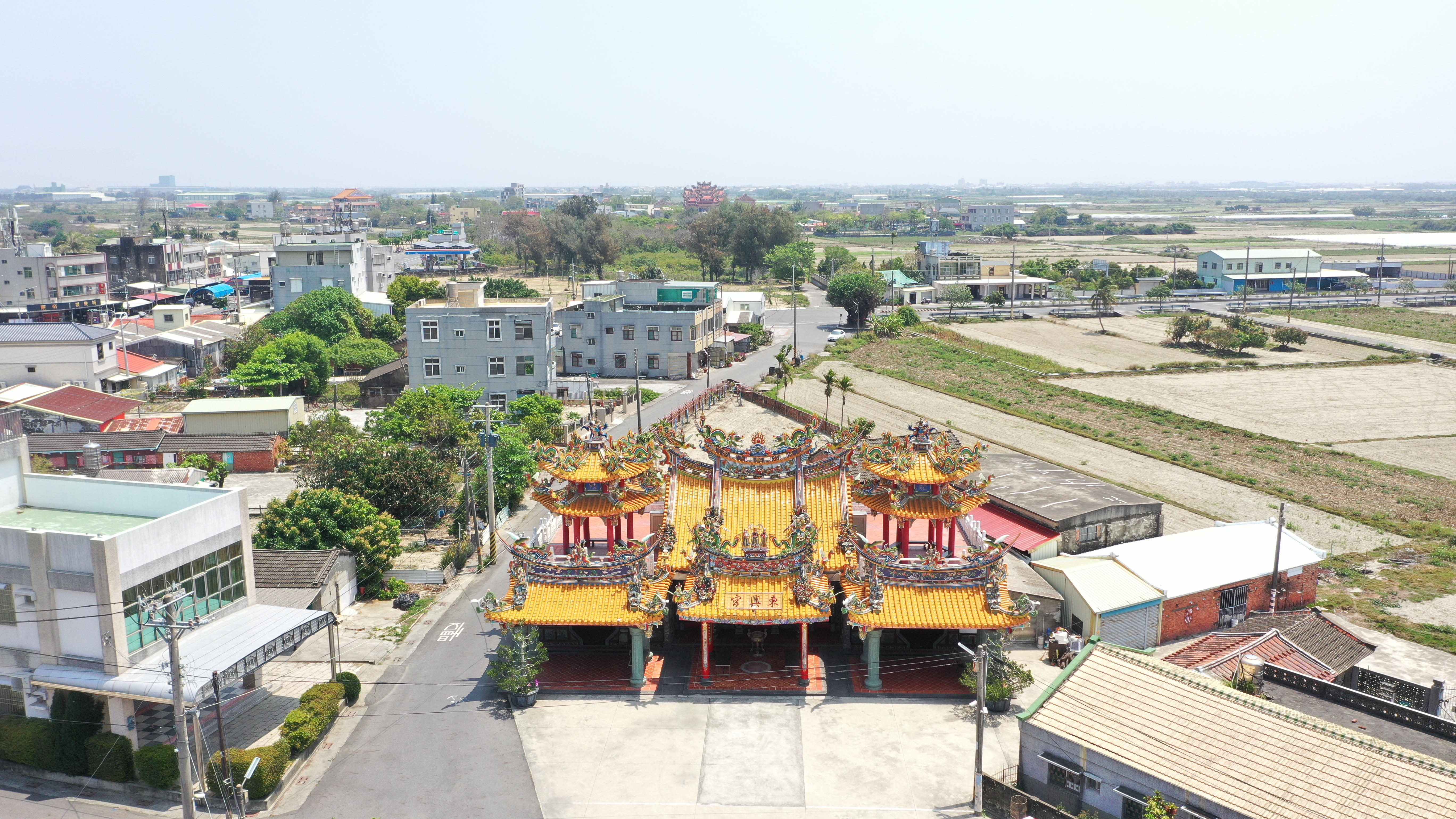
溪底寮東興宮-正面空照
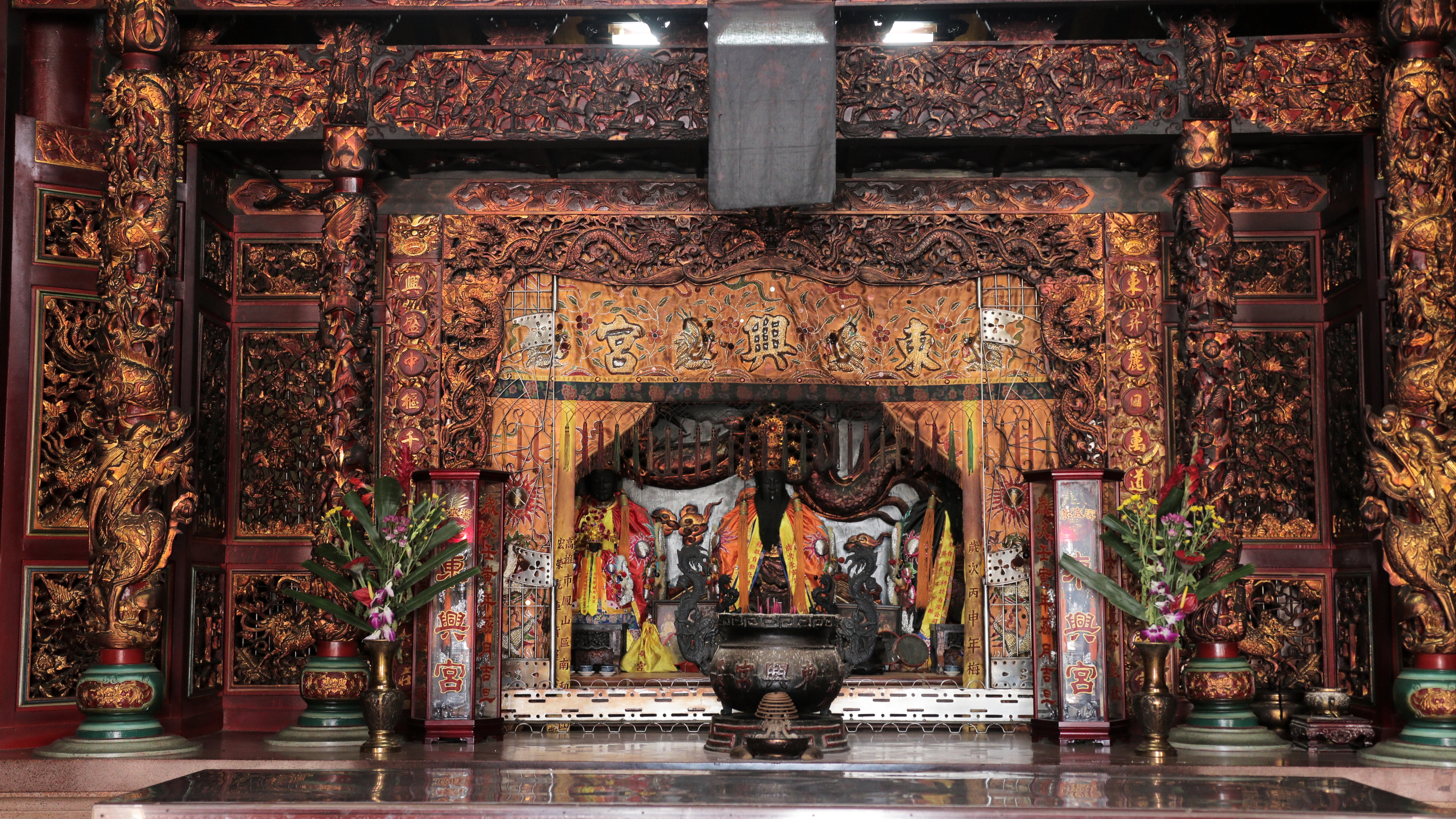
溪底寮東興宮-神龕
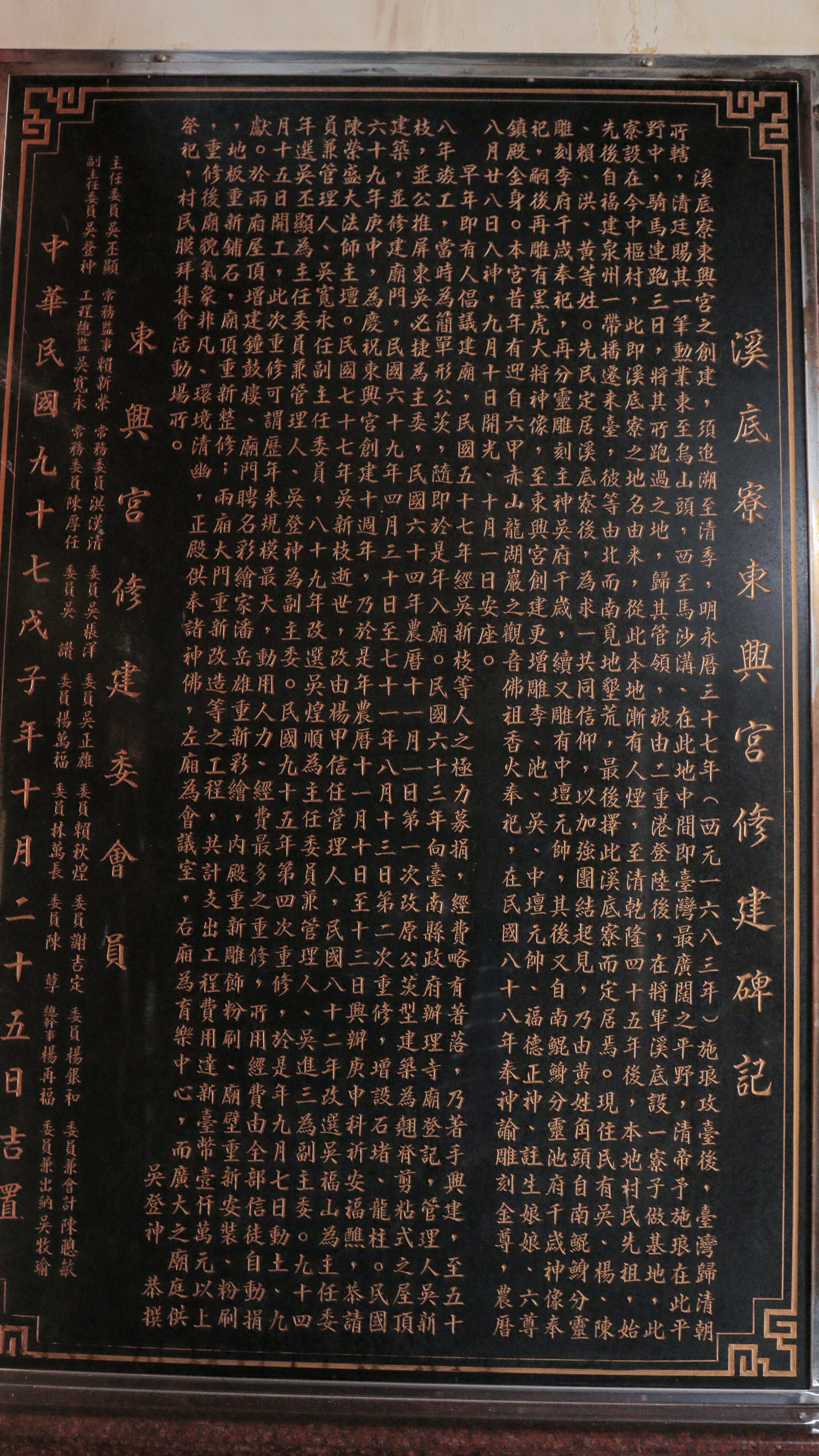
溪底寮東興宮-沿革紀念碑